# Pteris tenuissima
Pteris tenuissima là một loài dương xỉ trong họ Pteridaceae. Loài này được Ching mô tả khoa học đầu tiên năm 1936.
Danh pháp khoa học của loài này chưa được làm sáng tỏ. 